# Denkmale in Brandenburg
Denkmaltopographie Bundesrepublik Deutschland.  Denkmale in Brandenburg ist eine Buchreihe, die die Bau-, Kunst- und Kulturdenkmäler im Land Brandenburg beschreibt. Sie wird vom Brandenburgischen Landesamt für Denkmalpflege und Archäologisches Landesmuseum seit 1994 herausgegeben. 

## Bände
Die Bände sind nach Landkreisen geordnet. Bisher erschienen in der Wernerschen Verlagsgesellschaft in Worms
1 Stadt Brandenburg (Havel)
- 1. 1. Stadt Brandenburg (Havel). Dominsel – Altstadt – Neustadt, bearbeitet von Marcus Cante, 1994
- 1. 2. Stadt Brandenburg (Havel). Äußere Stadtteile und eingemeindete Orte, bearbeitet von Marie-Luise Buchinger, u. a., 1995

2 Stadt Cottbus
- 2. 1. Stadt Cottbus, 2001

3 Stadt Frankfurt (Oder)
- 3. Stadt Frankfurt (Oder), bearbeitet von Sybille Gramlich, u. a., 2003

5 Landkreis Barnim
- 5. 1. Stadt Eberswalde,  bearbeitet von Ilona Rohowski, 1997

7 Landkreis Elbe-Elster
- 7. 1. Stadt Herzberg/Elster und die Ämter Falkenberg/Uebigau, Herzberg, Schlieben und Schönwalde

9 Landkreis Märkisch-Oderland
- 9.1. Städte Bad Freienwalde und Wriezen, Dörfer im Niederoderbruch, bearbeitet von Ilona Rohowski, u. a., 2005

13 Landkreis Ostprignitz-Ruppin
- 13.1. Stadt Neuruppin und eingemeindete Orte, bearbeitet von Matthias Metzler, u. a., 1997
- 13. 2. Gemeinde Fehrbellin, Amt Lindow (Mark) und Stadt Rheinsberg, bearbeitet von Ulrike Schwarz, Matthias Metzler, u. a.

14 Landkreis Potsdam-Mittelmark
- 14. 1. Nördliche Zauche. Gemeinden Groß Kreutz, Kloster Lehnin, Michendorf, Schwielowsee, Stadt Werder (Havel) sowie Gollwitz und Wust

15 Landkreis Prignitz
- 15. 1. Stadt Perleberg, bearbeitet von Matthias Metzler, 2020

16 Landkreis Spree-Neiße
- 16. 1. Städte Forst (Lausitz) und Guben, Amt Peitz, Gemeinde Schenkendöbern, bearbeitet von Dieter Hübener, 2012

17 Landkreis Teltow-Fläming
- 17. 1. Stadt Jüterbog mit Kloster Zinna und Gemeinde Niedergörsdorf, bearbeitet von Marie-Luise Buchinger, Marcus Cante, u. a., 2000

18. Landkreis Uckermark
- 18. 1. Stadt Angermünde mit Amt Oder Welse sowie die Orte Criewen und Zützen, bearbeitet von Ilona Rohowski, u. a., 2016